# Здание клиники госпитальной и кафедральной хирургии Ростовского университета
Здание клиники госпитальной и кафедральной хирургии Ростовского (Варшавского) университета — здание в Ростове-на-Дону, построенное в 1890-х годах по проекту архитектора Н. М. Соколова. Входит в комплекс построек Николаевской больницы. С 1916 по 1938 год, после эвакуации Варшавского университета в Ростов-на-Дону, в здании работал хирург Н. И. Напалков. С 1916 по 1941 год здесь работал хирург Н. А. Богораз. В настоящее время это один из корпусов Ростовского государственного медицинского университета. Здание имеет статус объекта культурного наследия регионального значения.

## Архитектура
Кирпичное здание имеет два этажа и многоскатную крышу. Фасады декорированы в духе классицизма. Первый и второй этажи рустованы. Горизонтальное членение фасадов достигается благодаря междуэтажной тяге. Главный фасад здания симметричен, в центральной части выделяется ризалит. Оконные проёмы имеют прямоугольную форму, на втором этаже они оформлены декоративными порталами. Здание имеет сложную конфигурацию в плане. Система планировки коридорная с двусторонним расположением комнат.